# 西脇順三郎
西脇 順三郎（にしわき じゅんざぶろう、1894年（明治27年）1月20日 - 1982年（昭和57年）6月5日）は、日本の詩人（近代詩）、英文学者、文学博士。第二次世界大戦前のモダニズム、ダダイスム、シュルレアリスム運動の中心人物。また、生涯に多くの水彩画並びに油彩等の絵画作品を残した。出生地である新潟県小千谷市の名誉市民。生前、ノーベル文学賞の候補に挙がっていたものの、受賞を逸している。
1922年、渡英して西欧の超現実主義的感覚を身につけた。帰国後、日本の超現実主義運動に参加して、詩集『Ambarvalia』(1933年)を刊行。ほかに『旅人かへらず』(1947年)、『近代の寓話』(1953年)など。

## 経歴

### 学生時代
西脇順三郎は、新潟県北魚沼郡小千谷町（現在の小千谷市）において、小千谷銀行頭取・西脇寛蔵の二男として誕生した。西脇家は元禄時代より代々、縮問屋を営んでいた家柄である。1894年（明治27年）8月には日清戦争が開戦している。
1900年（明治33年）、西脇は小千谷尋常高等小学校に入学し、姉から英語の読本である『ナショナル・リーダーズ』を学ぶ。この在学期間中には、日露戦争が勃発した。1906年（明治39年）に新潟県立小千谷中学校に進学すると、文学よりもむしろ絵画を好み、自然の「入神」の境地を深く味わった。中学校の卒業旅行では佐渡を訪れている。小千谷中学校卒業時、図画教師の勧めを受け画家を志望するようになる。白滝幾之助や藤島武二らに相談を重ねた末、黒田清輝が主宰する美術団体「白馬会」に入会するが、画学生の自由奔放な気風に馴染むことができず、さらに父の急逝が重なったため、画家の道を断念することとなった。
1912年（大正元年）、兄・修太郎が在籍していた慶應義塾大学部理財科予科に入学する。在学中は熱心に英書を読み耽り、フランス象徴派詩人に関する知識を深めた。特にアーサー・シモンズの著書『散文と詩の研究』を通じて、ウォルター・ペイターの思想に強く影響を受ける。第一次世界大戦が勃発した1917年（大正6年）、卒業論文を全文ラテン語で執筆し、小泉信三教授に提出して慶應義塾大学部理財科（現在の経済学部）を卒業した。同年4月には『ジャパンタイムズ』社に入社するが、経営陣の交代に伴い退社する。翌1918年（大正7年）3月には日本銀行への入行が内定していたものの、健康を害し、郷里の小千谷に戻り自宅で静養生活を送る。
1919年（大正8年）6月、『ジャパンタイムズ』在籍時の同僚であった高橋一知の招聘を受け、外務省条約局に嘱託として入局する。翌1920年（大正9年）4月には、田中萃一郎の推薦により慶應義塾大学予科の教授に就任し、野口米次郎、戸川秋骨、馬場孤蝶らと知己を得る。翌年には文芸雑誌『英語文学』に、自作のソネット「THE POMEGRANATE」と「SONNET OF SUMMER」を発表した。1922年（大正11年）には、ギュスターヴ・フローベールの作品を愛読し、特に『三つの物語』の一篇に基づいた長い英詩「ST.JULIAN THE PARRICIDE」を文芸雑誌『三田文学』に発表した。

### 渡英
1922年（大正11年）に神戸港より北野丸に乗船し、英国へ向かった。同船していた徳田敬二郎を通じて、従弟の郡虎彦とロンドンで邂逅する。しかし、オックスフォード大学の入学手続きに間に合わず、その一年間をロンドンで過ごすこととなる。この期間に、ジョン・コリアやシェラード・ヴァインズらと交友を深めた結果、西脇はモダニズム文学運動に触れる。
1923年（大正12年）1月、西脇はケンジントン地区のホテル・ローランドに居を定め、同年7月にはスコットランドを旅行した。そして10月、オックスフォード大学ニュー・カレッジの英文学Honors courseに入学を果たす。在学中の1924年（大正13年）夏学期には、大学のニューディゲイト賞にラテン語で応募を試みるも、時間的な制約から英詩に転換した。その名残は、後に詩集『Ambarvalia』に「哀歌」として収録されている。
同年、「A KENSINGTON IDYLL」がT・S・エリオットの詩と共に文芸雑誌『チャップブック (Chap Book)』39号に掲載された。この年、西脇は精力的に英詩を制作し、12月にはフランスでシュルレアリスムの機関誌『シュルレアリスム革命』誌が創刊される。また、同年、英国の女性画家マージョリ・ビドルと結婚した。1925年（大正14年）、西脇はオックスフォード大学を中途退学し、ロンドンにおいて英文詩集『Spectrum』をケイム・プレス社より自費出版する。この詩集が『デイリー・ニューズ』紙および『タイムズ』紙文芸附録の書評で取り上げられ、西脇は一躍文名を高めた。帰国の途上、フランスのパリにおいて仏文詩集『Une Montre Sentimentale』の刊行を試みたものの、実現には至らなかった。

### シュルレアリスム運動
1926年（大正15年）に慶應義塾大学文学部教授に就任し、英文学史などを担当した。同大学の機関誌である『三田文学』を中心に、フランス語による評論「PARADIS PERDU」を発表するなど、批評活動を開始する。教授の講義後には、佐藤朔、上田敏雄、上田保、三浦孝之助といった学生がしばしば西脇の自宅を訪れ、深夜まで芸術論を交わしたという。
1927年（昭和2年）、西脇は瀧口修造の紹介により、雑誌『山繭』の同人となる。この時期に石丸重治、堀辰雄と知り合い、同誌にフランス語詩「メーラ」を寄稿した。同年12月には、日本初のシュルレアリスム詩誌『馥郁タル火夫ヨ』を刊行する。翌1928年（昭和3年）には、春山行夫らが創刊した季刊誌『詩と詩論』に参加し、さらに評論『超現実主義詩論』を刊行するなど、精力的な活動を展開した。
1930年（昭和5年）には、『シュルレアリスム文學論』と英文詩集『Poems Barbarous』を刊行する。同時期、ジョン・コリアの小説『His Monkey Wife』（戦後、日本語版刊行時に西脇が序文を執筆）が出版された。私生活においては、妻と離婚した後、1932年（昭和7年）に桑山冴子と再婚している。1933年（昭和8年）、百田宗治が編纂した雑誌『尺牘』創刊号に発表した詩「ギリシア的抒情詩」四篇は、文壇の注目を集めた。この詩を含む詩集『Ambarvalia（アムバルワリア）』は、萩原朔太郎や室生犀星といった詩人から高く評価され、西脇は詩誌『詩法』の創刊に参画し、詩論を発表した。1935年（昭和10年）には、俳誌『曲水』を脱退した西村月杖らが新興俳句運動に参加し、俳句と詩の統合を標榜する俳誌『句帖』が主宰されると、西脇は室生犀星、萩原朔太郎、百田宗治とともに、月交代で選者を務めた。
しかし、1937年（昭和12年）に日中戦争が勃発すると、西脇は詩作の発表を中断し、学術研究に専念するようになる。東洋の古典を深く読み解き、『古代文学序説』の執筆に注力した。翌1938年（昭和13年）に国家総動員法が成立すると、シュルレアリスムは弾圧の対象となり、西脇の影響を受けた詩人たちが所属する「神戸詩人クラブ」に属する14名が検挙される「神戸詩人事件」が起こった。太平洋戦争勃発後の1941年（昭和16年）には、蔵書3000冊を千葉県へ移動させて保管した。1944年から1945年にかけては、家族とともに郷里である小千谷市へ疎開し、小千谷の北に位置する長岡市が大規模な空襲を受ける様子を目撃した。小千谷での疎開生活中、戦時下の物資不足から、東山と号して水墨画を描くようになった。

### 戦後
1947年（昭和22年）に発表された第二詩集『旅人かへらず』とこれに続く詩集『近代の寓話』『第三の神話』では自分の内面に潜むもう一人の人間を「幻影の人」と名付け追求。西洋的教養と日本的感性を融合させた独自の詩風を築き上げる。詩誌『荒地』で西脇順三郎特集号が刊行される。1949年（昭和24年）、戦火をくぐって厨川文夫が原稿を持ち歩いて完成させた『古代文学序説』により文学博士号を受ける。なお、博士論文書誌データベースによると「古英文学研究序説」とある。 1951年（昭和26年）に村野四郎、北園克衛、安藤一郎と共に『GALA』の同人となる。
1956年（昭和31年）5月に米国シカゴの詩誌『ポエトリ』に作品がニ篇翻訳収録され、10月には岩崎良三訳の詩集にエズラ・パウンドへの献詩を寄せ、これと共に『ジャパン・クォータリ』誌に載った英詩「JANUARY IN KYOTO」を受け取ったパウンドから、「地球の反対側にこのような立派な詩人が存在することを知るのは、心温まることです」と手紙が来る。翌年にも、パウンドから岩崎良三に宛てて、「どんな文学賞も審査員賞も、一個の子音の重みや母音の長さを変えうるものではありませんが…西脇順三郎の作品をスウェーデン・アカデミーに推すことはなんの害もないでしょう」との手紙が来る。
詩集『第三の神話』で読売文学賞を受賞。現代詩人会幹事長を経てのちに会長。季刊雑誌『無限』を創刊し、1961年（昭和36年）に日本芸術院会員。翌年に慶應義塾大学で「ヨーロッパ現代文学の背景と日本」と題して最終講義を行い、定年退任。6月にアリタリア航空とイタリア中近東研究所の招きでイタリア各地を旅行し、詩人のジュゼッペ・ウンガレッティと会談し、帰国後に漢語とギリシャ語の比較研究を始める。1967年（昭和42年）9月にカナダのモントリオールで開かれた世界詩人会議に招かれ、「詩と人類の世界」について英語で講演し、ロバート・ロウエル（Robert Lowell）と会談。
1958年から1967年までの間に9度にわたってノーベル文学賞候補に推薦されていたことがのちに明らかになっている（後述）。
1971年（昭和46年）に文化功労者。1973年（昭和48年）にアメリカ芸術科学アカデミー（The American Academy of Arts and Sciences＝AAAS）の外国人名誉会員に選ばれる。1974年（昭和49年）に勲二等瑞宝章。1977年（昭和52年）に神奈川県川崎市の影向寺に詩碑が建ち、翌年に小千谷市の照専寺に詩碑が建立された。小千谷市立図書館内に「西脇文庫」を開設（後に「西脇順三郎記念室」）。
1982年6月5日、急性心不全のため小千谷総合病院にて88歳の生涯を閉じた。戒名は慈雲院教誉栄順徹道居士。
2022年、小千谷市は文学賞「西脇順三郎賞」を創設した。

## ノーベル文学賞候補
1958年には谷崎潤一郎とともにノーベル文学賞の候補者（候補41人中）になった。その後、1960年から1968年までの間も毎年候補になったことが明らかになっている。推薦者は、インド文学研究者の辻直四郎が7回（1958年・1960年・1962年・1964年・1965年・1966年・1967年）、日本文藝家協会（1961年）と日本学士院（1963年）が各1回である。
選考資料に残る委員のコメントでは、1958年・1960年は「翻訳作品や評価のための資料が少ない」ことが記され、1961年にはそれらに加えて「もし現在の資料の中から彼ら（引用者注：西脇と谷崎）の作品を評価するとすれば、今のところ賞に値するとは言えない」とされていたが、1962年には「このノーベルアカデミーの水準に達しているとは思えない」と翻訳や資料不足の指摘なく低評価を下され、1963年には「ドナルド・キーン教授からの意見に従い、西脇をこれ以上推薦しないことにした」とあり、選考側が日本人文学者について参考としていたキーンが西脇を評価していなかったことが明らかになっている。

## 人物・エピソード
- 1960年代に入ると、マルセル・プルーストやジェイムズ・ジョイスの手法を巧みに取り入れた長編詩集『失われた時』を刊行した。 この時期には、他に『豊饒の女神』や『えてるにたす』といった重要な詩集も発表されており、これらの作品群によって、西脇順三郎独自の詩風は一つの頂点を迎えたと評価されている。
- 絵画にも造詣が深く、1968年11月には銀座の文藝春秋画廊において個展を開催している。
- 文芸評論家である江藤淳が慶應義塾大学大学院文学研究科に在籍していた当時の指導教授であった。しかしながら、両者の関係は良好とは言えず、西脇は大学院生でありながら江藤が文筆活動に注力し、収入を得ている状況を問題視していた。結果として、江藤は慶應義塾大学大学院を退学するに至った[17]。

## 西脇家
西脇家は江戸時代に縮仲買業で財を成し、貸金、土地投資により小千谷有数の豪商・大地主となった。順三郎と同じく小千谷市の名誉市民である西脇済三郎も親族である。一族の主な人物に以下がある。
- 西脇清一郎（1825-1893） - 順三郎の祖父。第四銀行副頭取。
- 西脇寛蔵（1861年生） - 順三郎の父。小千谷銀行頭取・小千谷町長。
- 西脇国三郎（1854 - 1896） - 「金融会社」（1880年設立）頭取（同社はその後1893年小千谷銀行に改組→1930年第四銀行と合併）[19]、小千谷町長、両毛鉄道社長[20][21]。
- 西脇済三郎（1880-1962） - 国三郎の長男。学習院大学を経てケンブリッジ大学留学、小千谷銀行頭取、太陽生命保険相互社長、生気嶺粘土石炭社長[22][23]。
- 西脇健治(1882年生) - 国三郎の二男。太陽生命保険相互、生気嶺粘土石炭などの役員。

## 主な著作

### 詩集
- Spectrum 1925年 ケイムプレス、ロンドン
- Une Montre Sentimentale 1925年
- Poems Barbarous 1930年 私家版
- Ambarvalia 1933年 椎の木社（復刻・名著刊行会、1970年。恒文社、1994年）
- ヂオイス詩集 1933年 第一書房
- あむばるわりあ 1947年 東京出版 （上記の改訂版）
- 旅人かへらず 1947年 東京出版（復刻・恒文社、1978年）
- 近代の寓話 1953年 創元社（復刻・恒文社、1995年）
- あんどろめだ 1955年 トリトン社 （『シュルレアリスム文學論』所収の「トリトンの噴水」を改作）
- 第三の神話 1956年 東京創元社（復刻・恒文社、1994年）
- Gennaio A Kyoto 1957年 金の魚社
- 失われた時 1960年 政治公論社
- 豊饒の女神 1962年 思潮社
- えてるにたす 1962年 昭森社
- TRAVELLER'S JOY 1962年
- 宝石の眠り 1963年（筑摩書房版『西脇順三郎全詩集』に収録。花曜社、1979年）
- 禮記 1967年 筑摩書房
- 壌歌 1969年 筑摩書房
- 鹿門 1970年 筑摩書房
- 人類 1979年 筑摩書房 （大部分は下記の『全集』『詩と詩論』に所収）

### 詩画集
- 蘀 1972年 詩学社
- Gennaio a Kyoto 1972年 マルテ・エディツィオーニ社（池田満寿夫と共作）
- Chromatopoiema（クロマトポイエマ） 1972年 南天子画廊（飯田善國と共作）
- トラベラーズ・ジョーイ 1974年 南天子画廊（池田満寿夫と共作）
- 西脇順三郎の絵画 1982年 恒文社

### 評論・随筆
- 超現実主義詩論 1929年 厚生閣書店
- シュルレアリスム文学論 1930年 天人社（1999年、本の友社、復刻・和田桂子編）
- 西洋詩歌論 1932年 金星堂
- ヨーロッパ文学 1933年 −第一書房
- 輪のある世界 1933年 第一書房
- 現代英吉利文学 1934年 第一書房
- 純粋な鶯 1934年 椎の木社
- 英米思想史 1941年 研究社
- 諷刺と喜劇 1948年 能楽書林
- 梨の女 1955年 宝文館
- 居酒屋の文学論 1956年 南雲堂不死鳥選書
- メモリとヴィジョン 1956年 研究社選書
- T・S・エリオット 1956年 研究社（増補版1969年、新英米文学評伝叢書）
- 斜塔の迷信 詩論集 1957年 研究社選書（1996年 恒文社）
- 古代文学序説 1958年 好学社
- あざみの衣 1961年 大修館書店
- 西脇順三郎詩論集 1965年 思潮社（新装版1982年）
- 詩学 1968年 筑摩書房（1969年 筑摩叢書）
- じゅんさいとすずき 随筆集 1969年 筑摩書房
- 野原をゆく 現代日本のエッセイ 1972年 毎日新聞社
- 日本の古典18・松尾芭蕉 1972年 河出書房新社
- 雑談の夜明け 1978年 花曜社
- 芭蕉・シェイクスピア・エリオット 1989年 恒文社（鍵谷幸信編）

### 新編詩集・新版文庫
- 西脇順三郎詩集 青春の詩集日本篇 白凰社（鍵谷幸信編）
- 西脇順三郎詩集 世界の詩 彌生書房（鮎川信夫編）
- 西脇順三郎詩集 新潮文庫（村野四郎編）
- 西脇順三郎詩集 思潮社現代詩文庫。新書判
- 西脇順三郎詩集 1991年 岩波文庫（那珂太郎編）
- 雑談の夜明け 1989年 講談社学術文庫
- 野原をゆく 新編 1990年 講談社文芸文庫
- あざみの衣 新編 1991年 講談社文芸文庫
- 詩集 Ambarvalia・旅人かへらず 1995年 講談社文芸文庫
- ボードレールと私 2005年 講談社文芸文庫

### 翻訳
- ヂオイス詩集 1933年 第一書房
- エリオット『荒地』 1952年 創元社。新版・土曜社 2021年
- シェイクスピア『ソネット詩集』「世界古典文学全集」ほか 筑摩書房 1966年
- エリオット『四つの四重奏曲』新潮社「世界詩人全集」1968年。訳詩ほか多数
- マラルメ詩集 1996年 小沢書店（元版は新潮社『世界詩人全集』）
- チョーサー『カンタベリ物語』全2巻 1987年 ちくま文庫（元版は『筑摩世界文学大系12 チョーサー』）

### 全集・選集
- 西脇順三郎全詩集 1963年、増補版1968年、定本版1981年 筑摩書房
- 西脇順三郎全集 全10巻 1971-1972年 筑摩書房
- 西脇順三郎 詩と詩論 全6巻 1975年 筑摩書房
- 増補 西脇順三郎全集 全11巻・別巻1 1981-1983年 筑摩書房
- 定本 西脇順三郎全集 全12巻・別巻1 1993-1994年 筑摩書房
- 西脇順三郎コレクション 全6巻 2007年 慶應義塾大学出版会。新倉俊一編

### 校歌
- 小千谷市立小千谷小学校 校歌 補作（1953年/佐藤真理/服部逸郎）
- 新潟県立小千谷高等学校 校歌（服部逸郎）
- 新潟県立小千谷西高等学校 校歌（1965年/服部逸郎）
- 新潟県立長岡大手高等学校 校歌（1976年/三善晃）

## 関連文献
- 『西脇順三郎全集　別巻』（筑摩書房、1983年、定本版1994年）- 作家作品論・書誌年譜
- 『幻影の人 西脇順三郎を語る』（西脇順三郎を偲ぶ会編、恒文社、1994年）- 14名の作品論集
- 『〈続〉幻影の人 西脇順三郎を語る』（西脇順三郎を偲ぶ会編、恒文社、2003年）- 同上
- 『西脇順三郎  現代詩読本9』（思潮社 1979年、新装版1985年）
- 『回想の西脇順三郎』（慶應義塾・三田文学ライブラリー 1984年）- 非売品
- 鍵谷幸信『詩人 西脇順三郎』（筑摩書房 1983年）
- 工藤美代子『寂しい声 西脇順三郎の生涯』（筑摩書房 1994年）
- 伊藤勲『ペイタリアン 西脇順三郎』（小沢書店 1999年）
- 伊藤勲『ペイター藝術とその変容　ワイルドそして西脇順三郎』（論創社 2019年）
- 新倉俊一『評伝 西脇順三郎』（慶應義塾大学出版会 2004年）
- 新倉俊一『西脇順三郎 絵画的旅』（慶應義塾大学出版会 2007年）
- 新倉俊一『詩人たちの世紀 西脇順三郎とエズラ・パウンド』（みすず書房〈大人の本棚〉 2003年）
- 新倉俊一『西脇順三郎 変容の伝統』（花曜社、1979年／増補新版 東峰書房 1994年）
- 新倉俊一『西脇順三郎全詩引喩集成』（筑摩書房 1982年）
- 飯島耕一『田園に異神あり―西脇順三郎の詩』（集英社 1979年）
- 金田弘『旅人つひにかへらず―ニシワキ宇宙の一星雲から』（筑摩書房 1987年）
- 『詩のこころ　心の対話』（山本健吉と対談、日本ソノ書房、1969年／ぺりかん社、1982年）